# 完親王
完親王（1868年—1880年），名李墡，朝鮮高宗的庶長子，封為完和君。其母為賜號永保堂的淑媛李順娥（追封為貴人）。

## 生平
其父高宗15岁时大婚，王妃是长其一岁的闵妃。但高宗对闵妃敬而远之，迷恋尚宫李顺娥，李尚宫于同治七年（1868年）首先生子李墡。
闵妃先后怀孕四次，流产一次，夭折两次，因此高宗生父興宣大院君对闵妃的生育能力产生怀疑，主张立永宝堂李氏（李尚宫）之子完和君李墡为王世子。闵妃联合自己家族的闵升镐、闵谦镐及其他反興宣大院君势力于同治十二年（1873年）十一月发动兵变，闵妃集团掌握实权，興宣大院君被迫離京，隱居慶尚道三溪洞。
李坧出生后，闵妃要求立刻将刚出生的李坧封为世子。神贞王后不满闵妃掌权，主张立李墡为世子。高宗支持闵妃，闵妃花重金贿赂清朝，获得清朝支持。光绪元年（1875年）正月初一，高宗册封不满周岁的李坧为王世子，李坧成为朝鲜王朝五百年来受封年龄最小的世子。
光绪二年（1876年）正月，清朝派前盛京户部侍郎吉和、内阁学士乌拉喜崇阿为正副敕使前往朝鲜，正式册封李坧为王世子。李坧的“竞争对手”李墡，则在世子册封后被封为完和君，與母親一起居住於宮外。1880年，完和君去世，年僅十三歲。坊间盛传为明成皇后所害，比如黄玹的记载称当时民间关于完和君的死有两种说法，一种是明成皇后将他倒立塞进鲊瓮而活活憋死，另一种说法是用棒槌打死的。正史上对完和君的死因也没有明确的记载。
大韩帝国隆熙元年10月1日（陰曆八月二十四日），純宗以完平君李昇應為正使、趙同熙為副使，追封李墡為完親王，諡號孝憲(효헌)，全稱完孝憲王(완효헌왕)。